# Prawosławny Ordynariat Wojska Polskiego

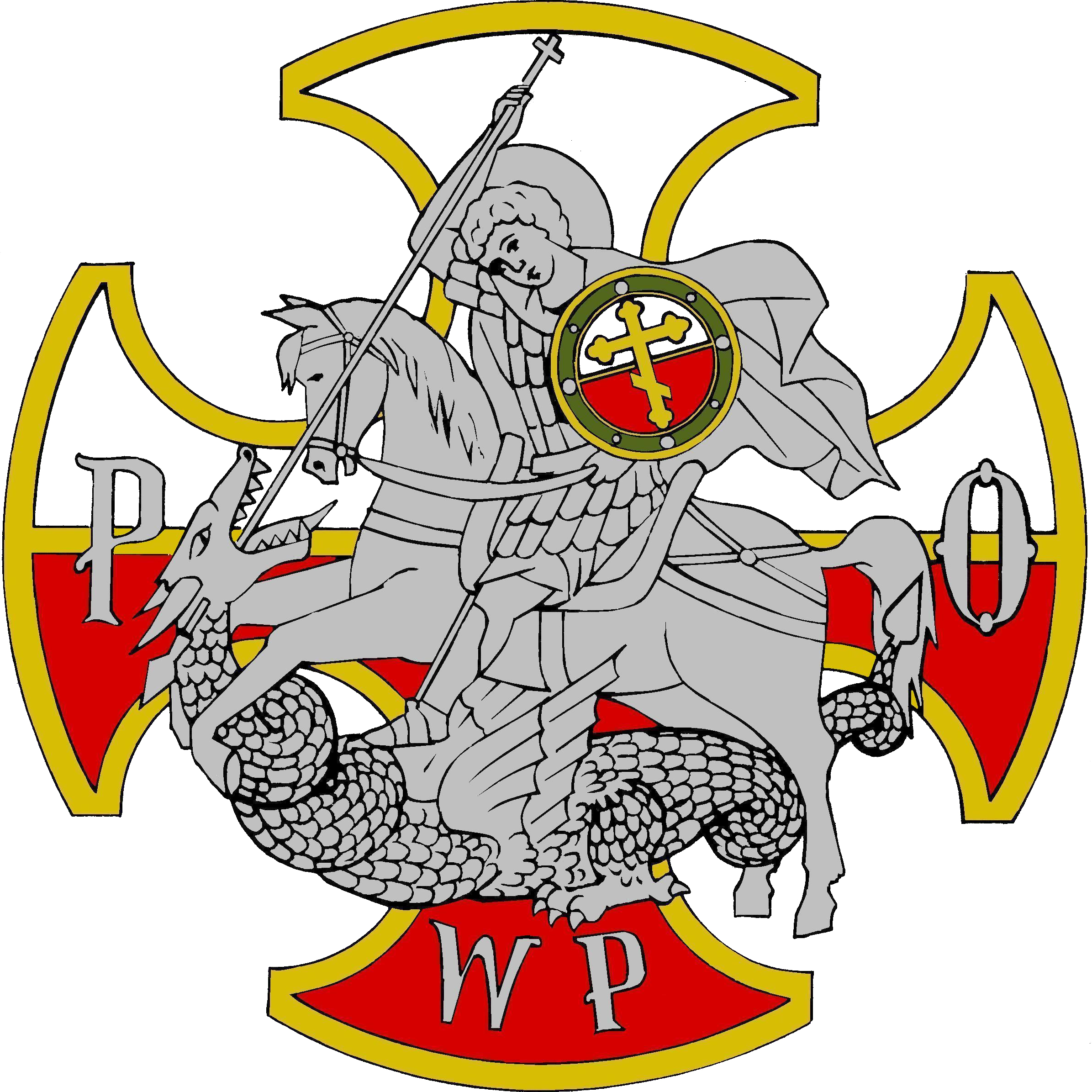
Odznaka pamiątkowa Prawosławnego Ordynariatu WP

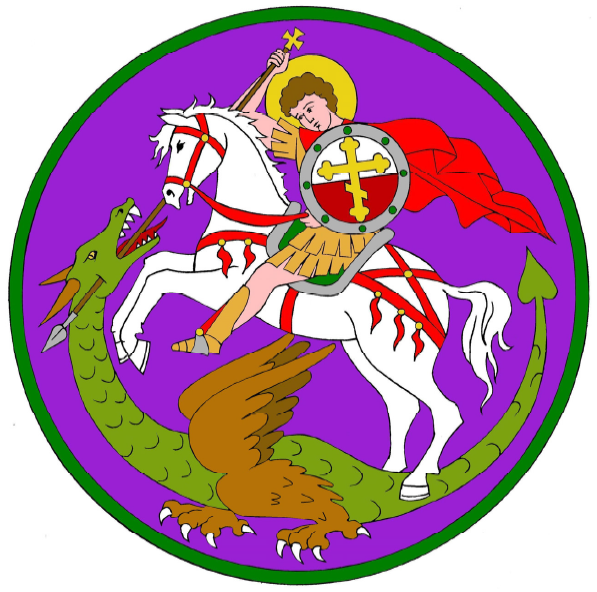
Oznaka rozpoznawcza Prawosławnego Ordynariatu WP

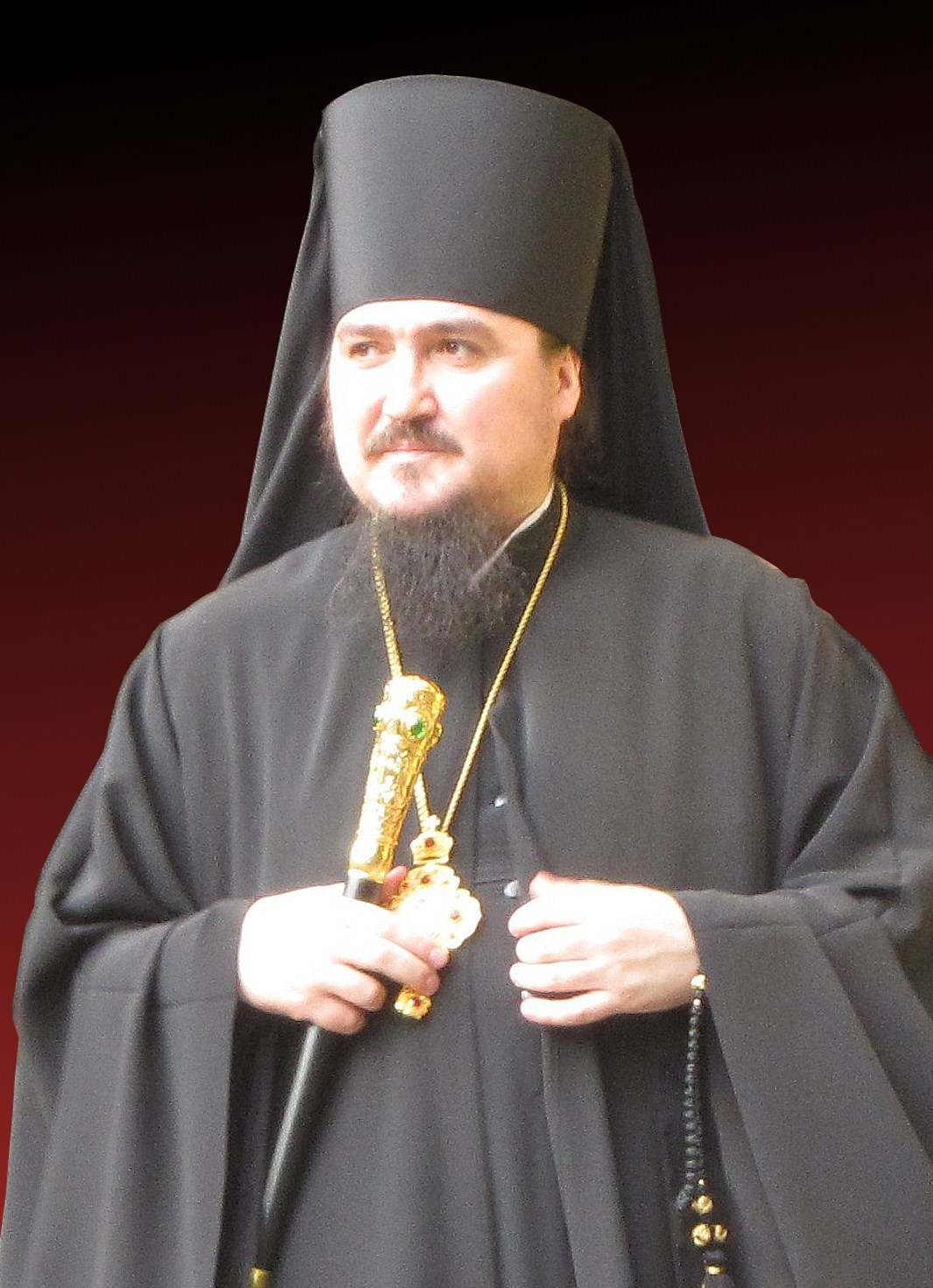
Biskup siemiatycki (obecnie arcybiskup wrocławski i szczeciński) Jerzy (Pańkowski)

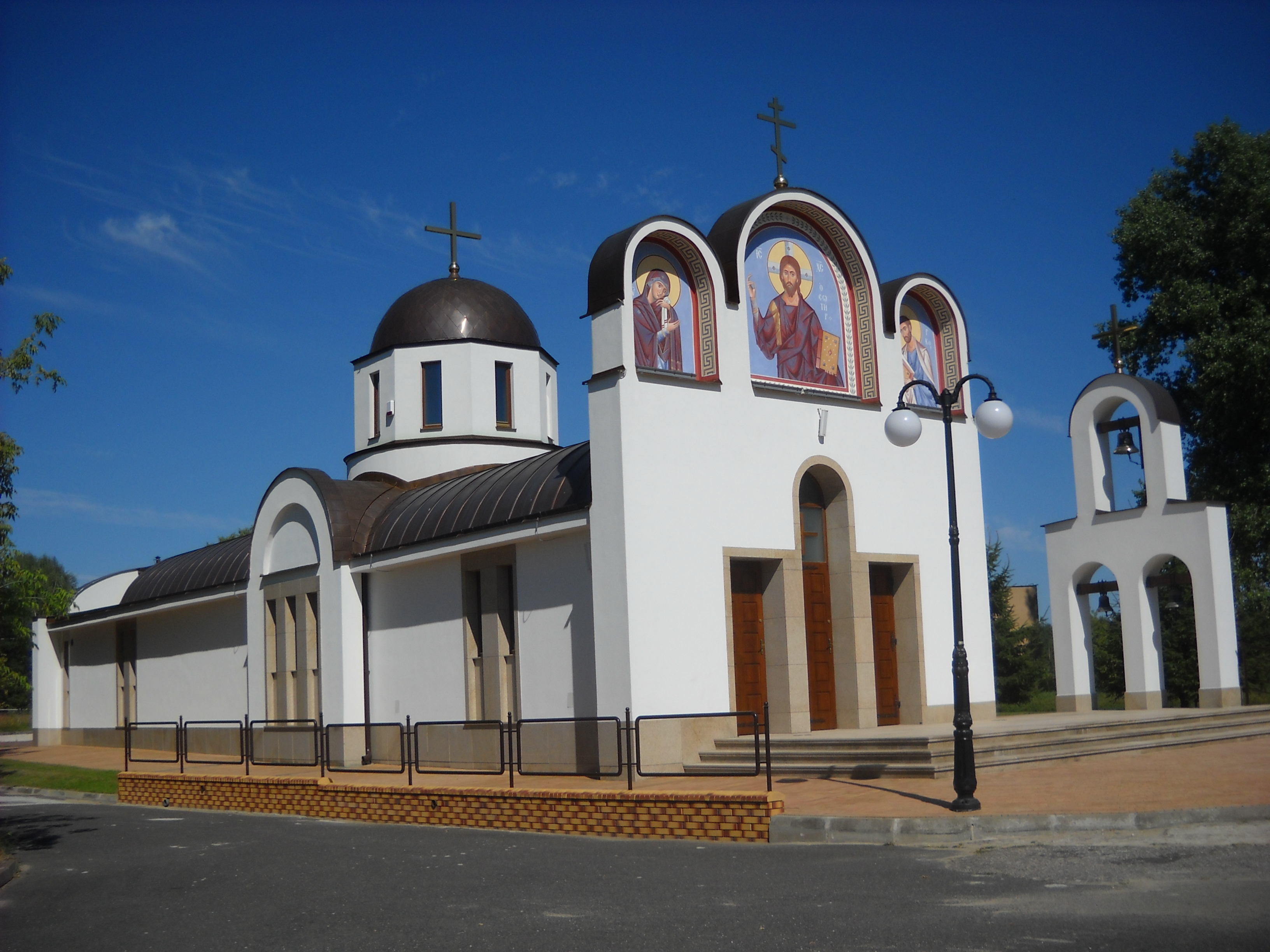
Cerkiew św. Marka w Białej Podlaskiej

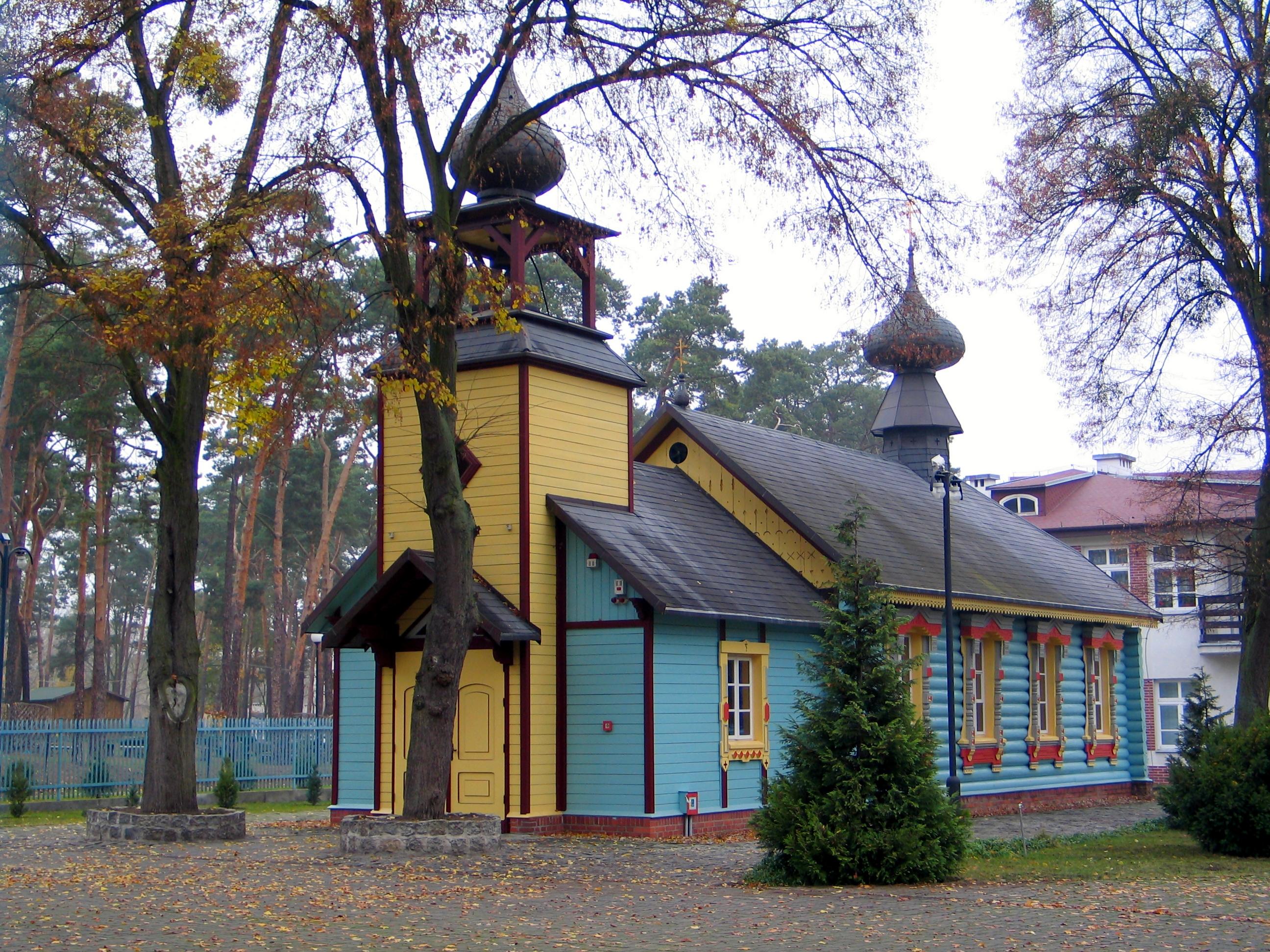
Cerkiew św. Michała Archanioła w Ciechocinku

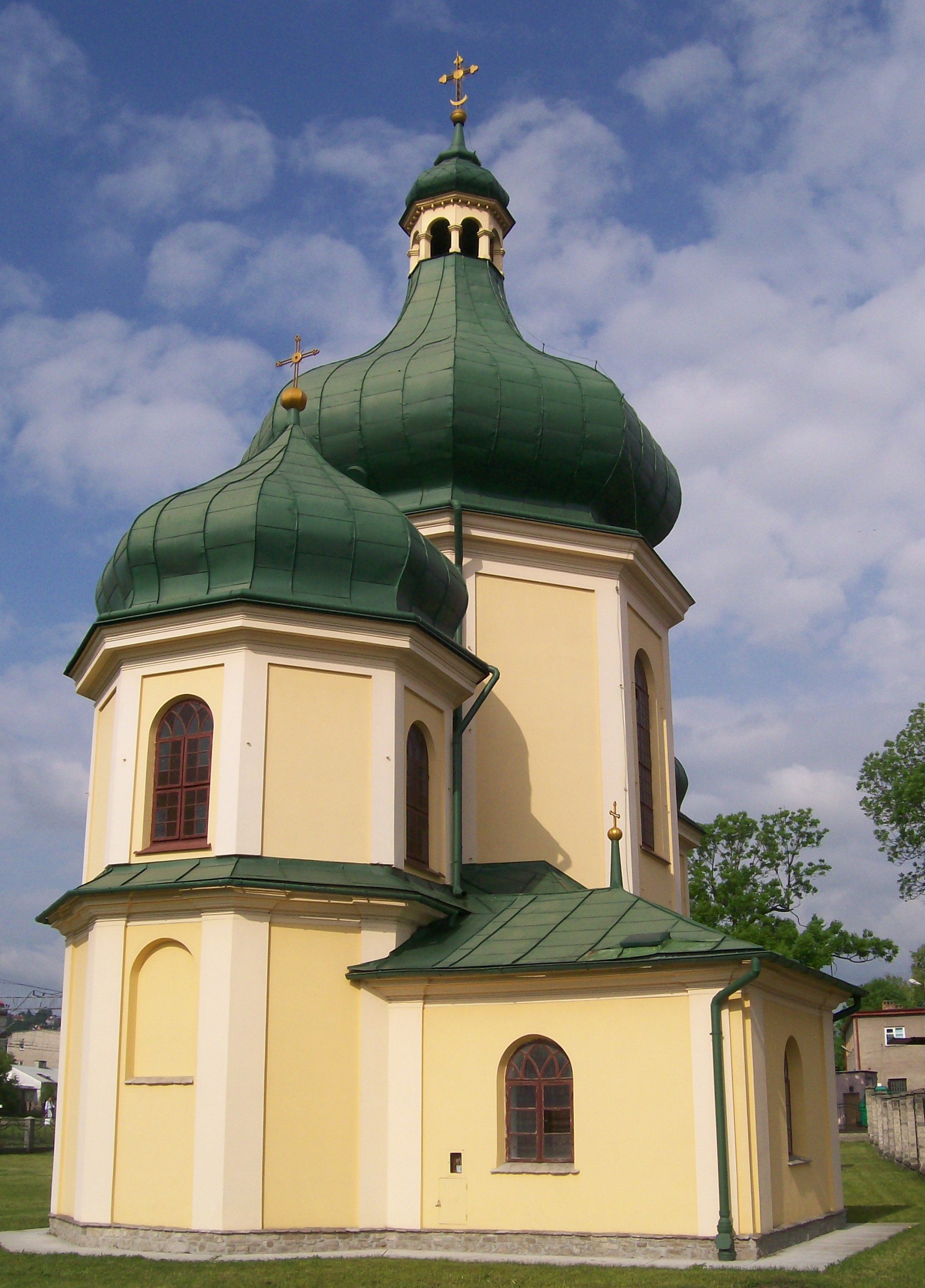
Cerkiew Narodzenia Przenajświętszej Bogurodzicy w Przemyślu

Prawosławny Ordynariat Wojska Polskiego – okręg kościelny (diecezja), zrównany prawnie i kanonicznie z diecezjami Polskiego Autokefalicznego Kościoła Prawosławnego, posiadający własnego Prawosławnego Ordynariusza Wojskowego, któremu jest powierzona troska o wiernych wyznania prawosławnego związanych ze służbą w Wojsku Polskim z różnych tytułów.

## Ordynariusz
Od 23 czerwca 2010 Prawosławnym Ordynariuszem Wojskowym w Prawosławnym Ordynariacie Wojska Polskiego jest bp (od 2017 abp) Jerzy (Pańkowski).

## Historia
Z chwilą tworzenia się na terenie państwa polskiego regularnych oddziałów zbrojnych pojawiło się duszpasterstwo wojskowe. Królom, książętom oraz oddziałom wojskowym w wyprawach wojennych zawsze towarzyszyli kapłani. Wiek XVI zaznaczył się w życiu Kościoła w Polsce zgodą sandomierską, tj. ugodą zawartą 14 kwietnia 1570 w Sandomierzu, która zjednywała trzy podstawowe obozy Kościołów reformowanych na wspólnej platformie, dała podstawę do tzw. Konfederacji Warszawskiej, uchwały podjętej 28 stycznia 1573 w Warszawie na sejmie konwokacyjnym. Gwarantowała ona bezwarunkowy i wieczny pokój między wszystkimi różniącymi się w wierze, zapewniała innowiercom równouprawnienie z katolikami rzymskimi i opiekę państwa. Głosiła zasady wolności sumienia i tolerancji. Pierwszą historyczną wzmiankę na temat instytucji kapelanów, wspominającą o duszpasterstwie wojskowym można odnaleźć w ustawie sejmu piotrkowskiego z ok. 1602 r. O prawosławnych kapelanach donoszą źródła pisane o tzw. „rejestrowych Kozakach” podległych Rzeczypospolitej. Od czasów Stefana Batorego walczyli oni niemal we wszystkich wojnach prowadzonych przez Rzeczpospolitą.
W bitwie pod Wiedniem 12 września 1683 uczestniczyło około 5 tysięcy Kozaków, a w obronie oblężonej stolicy Austrii poniósł wielkie zasługi Jerzy Franciszek Kulczycki, prawosławny szlachcic spod Sambora. Do walki zagrzewał ich, będący przy królu, Józef Szumlański, prawosławny biskup lwowski. Historia duszpasterstwa w szeregach wojska ma długą tradycję.
Bardzo istotny dla kształtowania się duszpasterstwa wojskowego był okres międzywojenny i II wojny światowej. W okresie międzywojennym prawosławne duszpasterstwo dysponowało 17 etatami. Liczba kapelanów pod koniec lat dwudziestych ukształtowała się na poziomie 14 osób. Niedobór kapelanów zawodowych pokrywano zatrudnianiem kapelanów pomocniczych (1930 – 8, 1935 – 12). Dotkliwie odczuwany był brak świątyń garnizonowych, których w 1930 funkcjonowało tylko 6 (Dęblin, Grodno, Katowice, Poznań, Toruń). Użytkowano również 5 kaplic (Bydgoszcz, Grudziądz, Kraków, Przemyśl, Warszawa). Mając na uwadze fakt, iż liczba wiernych wynosiła wówczas około 28 tysięcy, ilość świątyń była zdecydowanie za mała. Na wschodnich ziemiach RP, gdzie istniały cywilne parafie prawosławne, żołnierze korzystali z nabożeństw tych placówek. W Polsce centralnej i zachodniej takich możliwości nie było.
Garnizon Bydgoski.
Nie sposób pominąć w tym miejscu garnizonu bydgoskiego. W wojsku stacjonującym w Bydgoszczy służyła pokaźna liczba osób wyznania prawosławnego pochodzących z Kresów Wschodnich (w połowie roku 1938 było ich 1358). Jednostki bydgoskie podlegały Dowództwu Okręgu Korpusu (DOK) nr VIII w Toruniu, w którym to już od początku lat dwudziestych funkcjonowało prawosławne duszpasterstwo. Pierwszym kapelanem sprawującym opiekę duszpasterską nad żołnierzami garnizonu bydgoskiego był szef Duszpasterstwa Prawosławnego przy DOK VIII ks. Stefan Rudyk. Następcami Stefana Rudyka byli ks. protojerej Włodzimierz Wieżański oraz ksiądz Grzegorz Kuryłas, który funkcję Szefa Duszpasterstwa Prawosławnego przy DOK VIII w Toruniu pełnił do 1935. Pierwszą kaplicę prawosławną w Bydgoszczy urządzono w 1923 staraniem księdza Symeona Wielikonowa. Duża kaplica garnizonowa w Bydgoszczy powstała w 1928. Świątynia podlegała administracji władz wojskowych i nabożeństwa w niej odprawiali kapelani Wojska Polskiego. Z Bydgoszczą związany był jeszcze jeden przedstawiciel Szefostwa Duszpasterstwa Prawosławnego przy DOK VIII ksiądz Wiaczesław Rafalski. Został on powołany na stanowisko Dziekana Prawosławnego Okręgu Korpusu VIII w lipcu 1935 w miejsce księdza Kuryłasa, przeniesionego do Grodna. Szefem Duszpasterstwa przy DOK VIII pozostał on do II wojny światowej.
Organizowanie duszpasterstwa prawosławnego na terenie DOK VIII nie było łatwe. Służbę duszpasterską prowadziło bowiem jedynie dwóch kapelanów: jeden na stanowisku dziekana w Toruniu, drugi jako kapelan rejonowy z siedzibą w Grudziądzu. Teren pracy pierwszego z nich obejmował garnizony, które w 1938 liczyły: Toruń – 1299, Bydgoszcz – 1358, Włocławek – 336, Chełmno – 523, Inowrocław – 481 i Wejherowo – 180 żołnierzy wyznania prawosławnego. Natomiast kapelanowi rejonowemu w Grudziądzu podlegały garnizony: Grudziądz – 1361, Brodnica – 205, Chojnice – 175, Gniew – 101, Tczew – 171, Starogard Gdański – 116 i Świecie – 26 żołnierzy wyznania prawosławnego.
W 1932 dowódcy Okręgu Korpusu wydali rozkazy o urządzeniu pomieszczeń do nabożeństw, tam gdzie brakowało kaplic prawosławnych, np. w Siedlcach odprawiano nabożeństwa w kaplicy urządzonej każdorazowo przez wiernych prawosławnych w jednej ze szkół podstawowych, w Prużanie – w świetlicy żołnierskiej, w Biedrusku w kaplicy rzymskokatolickiej, w Inowrocławiu i Chełmie w salach kinowych. Dopiero w 1937 prawosławni żołnierze posiadali 14 cerkwi. Pod koniec okresu międzywojennego każdy żołnierz wyznania prawosławnego miał zagwarantowany dostęp do cerkwi lub kaplicy wojskowej lub do cerkwi w parafii cywilnej.
Dochodziło również do sytuacji konfliktowych. W 1938 na polecenie dowódcy Okręgu Korpusu III gen. Józefa Olszyny Wilczyńskiego dokonano rozbiórki cerkwi garnizonowej w Grodnie, rzekomo z powodu złego stanu technicznego.
3 września 1924 synod Kościoła Prawosławnego, obradujący w Poczajowie dopuścił używanie w nabożeństwie języka polskiego, ukraińskiego, czeskiego i białoruskiego. W 1925 wydano w nakładzie 15 tysięcy egzemplarzy modlitewnik dla żołnierzy prawosławnych. Treść modlitewnika została uzgodniona z MWRiOP. Modlitewnik był wydany czcionką cerkiewnosłowiańską i grażdanką, z wymową ukraińską. W 1938 modlitewnik wznowiono w nakładzie 25 tysięcy egzemplarzy. Wydano ten modlitewnik dla prawosławnych Białorusinów. Pierwsze nabożeństwo prawosławne po polsku odprawiono przez kapelanów wojskowych z okazji 11 listopada 1935 w Warszawie, Lublinie, Białymstoku, Krakowie, Poznaniu, Toruniu, Brześciu, Zamościu i Kowlu.
Od lat trzydziestych synod kościoła prawosławnego czynił starania o powołanie na zwierzchnika kapelanów prawosławnych w Wojsku Polskim biskupa. Rząd polski wyraził na to zgodę na konferencji 9 lutego 1938. 18 listopada tegoż roku został podpisany przez Prezydenta RP dekret o stosunku Państwa do Polskiego Autokefalicznego Kościoła Prawosławnego (Dz.U. RP 1938, nr 88, poz. 597), który wchodził w życie z dniem 1 kwietnia 1939 (z wyjątkiem art. 64). Artykuły 65–73 dotyczyły duszpasterstwa wojskowego wyznania prawosławnego. Dekret ustalał, że wojskowego biskupa prawosławnego powołuje minister spraw wojskowych spośród biskupów metropolii w porozumieniu z metropolitą; kapelanów natomiast mianuje minister spraw wojskowych na wniosek biskupa polowego. Wybuch II wojny światowej uniemożliwił realizację ww. zapisu we wspomnianym dekrecie Prezydenta RP.
Należy dodać, że rozporządzeniem Rady Ministrów z 10 grudnia 1938 został uznany Statut wewnętrzny Polskiego Autokefalicznego Kościoła Prawosławnego (Dz.U. RP 1938, nr 103, poz. 679), którego tekst został załączony do tego rozporządzenia. Rozdział XVI (§ 73–80) został poświęcony wyłącznie prawosławnemu duszpasterstwu wojskowemu.
Kampania wrześniowa znacząco wpłynęła na losy Kościoła prawosławnego i duszpasterstwa wojskowego na ziemiach II Rzeczypospolitej. Metropolita Dionizy wydał jako jeden z pierwszych zwierzchników kościelnych orędzie do wiernych – prawosławnych, wzywając do obrony kraju przed agresją.
II wojna światowa to kolejny okres w historii Prawosławnego Ordynariatu Wojska Polskiego. W tych latach kapelani prawosławni byli razem z żołnierzami niosąc im kapłańską posługę i wspierając w żołnierskiej doli. Nie są dobrze znane losy kapelanów prawosławnych internowanych przez Armię Czerwoną na ziemiach wschodnich RP. Wiadomo, że w ręce Rosjan wpadły tutaj m.in. ewakuowane na wschód kierownictwa duszpasterstw wyznań niekatolickich. Większość kapelanów przywieziono do obozu w Starobielsku. Przebywało w nim co najmniej 25 duszpasterzy WP wszystkich wyznań. Przebywał tam ksiądz pułkownik Szymon Fedorońko, który został rozstrzelany w 1940 w Katyniu przez bolszewików. W odtworzonych na Zachodzie po klęsce wrześniowej Polskich Siłach Zbrojnych służyli w latach 1939–1941 żołnierze wyznania prawosławnego. Po upadku Francji na terenie Wielkiej Brytanii, pracę duszpasterską i wychowawczą z niekatolikami opierano na wzorach przedwojennych.
We Francji do szeregów zgłosił się ksiądz prawosławny Franciszek Wicenik, były legionista, w latach 1918–1920 ochotnik – oficer 4 pułku piechoty. Po ewakuacji do Wielkiej Brytanii Naczelny Wódz mianował go kapelanem wojskowym na czas wojny i szefem duszpasterstwa prawosławnego Polskich Sił Zbrojnych. Jednak już w czerwcu tego roku wybuchł konflikt, gdy ksiądz Wicienik wystosował ostry list protestacyjny przeciwko mianowaniu Stanisława Paprockiego kierownikiem działu narodowości w Ministerstwie Informacji, obarczając go współodpowiedzialnością za akcję niszczenia cerkwi prawosławnych na Chełmszczyźnie w 1938. Naczelny Wódz jednak odwołał w 1942 księdza Wicenika. Jego odwołanie w znacznym stopniu skompromitowało rząd polski w oczach aliantów i Kościoła anglikańskiego. Po odwołaniu Wicenika polscy żołnierze wyznania prawosławnego w Wielkiej Brytanii przez ponad rok nie mieli swojego duszpasterza wojskowego.
W oddziałach polskich w Egipcie i Palestynie służbę duszpasterską podjął ksiądz prawosławny Jan Sawicz. W latach 1918–1920 służył jako ochotnik w szeregach 34 Pułku Piechoty. W 1937 został kapelanem pomocniczym w Kobryniu, a w 1938 rejonowym kapelanem prawosławnym w Katowicach. Do dyspozycji ks. Sawicza oddano cerkiew w Aleksandrii (Egipt). Z zachowanego planu pracy wynika, iż dużo czasu poświęcał on pracy wychowawczej. Na polu wychowawczym nawiązał współpracę z oficerami oświatowymi.
Wraz ze zwalnianymi z łagrów i więzień Polakami, do ośrodków formowania WP w ZSRR jesienią 1941 zaczęły przybywać setki obywateli RP wyznań niekatolickich. Mimo utrudnień stawianych przez władze sowieckie, które nie chciały uznawać ich za obywateli Polski, w szeregach ewakuowanych z Rosji oddziałów znajdowało się według stanu z listopada 1942 r. 2103 prawosławnych. Duszpasterstwo wyznań niekatolickich w ZSRR powstało jesienią 1941. Szefem duszpasterstwa wyznania prawosławnego gen. Anders mianował 22 grudnia 1941 starszego kapelana ks. Grzegorza Kuryłasa, służącego w wojsku polskim od 1923 i w latach 1938–1939 był on dziekanem prawosławnym Okręgu Korpusu nr VI. Na jego wniosek do służby duszpasterskiej przyjęty został jeszcze ksiądz Jan Sobolewski. W lutym 1942 opracowano instrukcje dla naczelnych kapelanów nierzymskokatolickich. Informowała ona o utworzeniu 5 stycznia 1942 przy Oddziale V Sztabu Dowództwa Polskich Sił Zbrojnych w ZSRR referatu do spraw wyznań niekatolickich.
Kapelani prawosławni i mojżeszowi zostali ewakuowani z armią polską na Bliski Wschód, gdzie dołączyli do istniejących już struktur duszpasterstwa niekatolickiego Polskich Sił Zbrojnych. Ewakuacja armii gen. Andersa z ZSRR zwiększyła w sposób znaczący liczbę żołnierzy wyznań niekatolickich w Polskich Siłach Zbrojnych na Wschodzie. Według ewidencji Armii Polskiej na Wschodzie (z 1943) żołnierzy prawosławnych było 2685, wyznania mojżeszowego 4504, wyznań ewangelickich 256. Naczelni kapelani wyznań niekatolickich reprezentowali swoje wyznania w referacie wyznań niekatolickich przy wydziale politycznym MON. Pierwszym szefem duszpasterstwa prawosławnego na Środkowym Wschodzie został ks. Grzegorz Kuryłas. Jednakże w październiku 1942 sąd polowy odwołał go z tej funkcji za naganne zachowanie w więzieniu sowieckim w Konotopach. Po zwolnieniu Kuryłasa stanowisko po nim objął ks. Sawicz. 31 grudnia 1942 ze służby duszpasterskiej został zwolniony ks. Sobolewski. Ostatecznie rozkazem bojowym nr 6 dowódcy Armii Polskiej na Wschodzie z 29 września 1943 ustalił następującą obsadę duszpasterstwa prawosławnego:
- Kapelan ks. Jan Sawicz – szef duszpasterstwa prawosławnego APW (Armia Polska na Wschodzie) i oddziałów pozakorpuśnych;
- Kapelan ks. Władysław Pietruczyk – szef duszpasterstwa prawosławnego 2 Korpusu; kapelan 5 KDP i 2 Brygady Czołgów;
- Kapelan ks. Serafin Krosowski – kapelan 3 DSK, jednostek pozadywizyjnych 2 Korpusu lub do niego przydzielonych.

Kapelani prawosławni na spotkaniach z żołnierzami tejże konfesji postępowali zgodnie z instrukcją wydaną przed wojną dla duszpasterzy wyznania prawosławnego. W 1943 umożliwiono żołnierzom uczestniczenie w nabożeństwie Bożego Narodzenia w Betlejem.
Względy prestiżowe, polityczne i prawne nakazywały powołanie na zwierzchnika prawosławnych kapelanów biskupa, co zresztą było zgodne z postanowieniami z 1938. Brak biskupa stwarzał formalnie problem ważności nominacji kapelańskich w duszpasterstwie prawosławnym, bowiem zgodnie z dekretem prezydenta RP i statutem wewnętrznym Kościoła prawosławnego, dziekanów, kapelanów wojskowych oraz ich następców mianował minister spraw wojskowych, na wniosek wojskowego biskupa prawosławnego. Władze zwróciły uwagę na biskupa grodzieńsko-nowogródzkiego Sawę (Sowietowa), jedynego biskupa PAKP, który przebywał na Zachodzie. Biskup Sawa dał się poznać jako gorący patriota. Aktywnie działał na rzecz sprawy polskiej w Stanach Zjednoczonych. 23 lutego 1943 wydał list pasterski do duchowieństwa i wiernych, zwracając baczną uwagę na tysiącletnią tradycję prawosławną w Polsce. Powołanie, jednak bpa Sawy na wojskowego wywołało spór w łonie rządu. Komitet polityczny Rady Ministrów na swym posiedzeniu 23 października 1943 zgłosił w tej sprawie szereg zastrzeżeń. Zwrócono uwagę, że dekret prezydenta RP i wewnętrzny Kościoła prawosławnego przewidywały powołanie biskupa wojskowego w porozumieniu z metropolitą, ale ten w tym czasie przebywał w kraju pod okupacją. Komitet polityczny zaproponował powołanie bpa Sawy na kapelana w randze pułkownika. Minister Spraw Wewnętrznych Władysław Banaczyk w piśmie z 27 października 1943 skierowanym na ręce premiera wskazywał na zarzut nietolerancji religijnej. Do dyspozycji biskupa oddano cerkiew w Edynburgu (5 stycznia 1944). Na liturgii było około 300 wojskowych. Podczas Świąt Wielkanocnych 1944 zorganizowano dla wiernych transport samochodowy do Edynburga. W Paschalnej Liturgii uczestniczyli przedstawiciele najwyższych władz wojskowych.
W ostatnim roku wojny duszpasterstwo prawosławne zostało rozbudowane i zasilone nowymi kapelanami. Na przykład w stopniu pułkownika został mianowany ks. Konstanty Siemaszko. W lutym 1945 odwiedził on dywizję pancerną gen. Maczka, odbył podróże wizytacyjne po Włoszech i Bliskim Wschodzie. I Dywizja pancerna otrzymała jako kapelana prawosławnego ks. Krasowskiego z II Korpusu. Szefem duszpasterstwa prawosławnego II Korpusu został ks. Wsiewołod Jaskow, a kapelanem II Korpusu ks. Jan Sotniew. W szeregach korpusu służyło w tym czasie 2342 prawosławnych. Po zakończeniu wojny bp Sawa, korzystając z pomocy I Dywizji Pancernej, odwiedził ponad 30 polskich obozów okupacyjnych w Niemczech. Odnalezionego kapelana zawodowego WP ks. Tichona Kirylczuka mianował swoim delegatem i dziekanem na teren okupacji amerykańskiej, a kapelana zawodowego ks. Apollona Nowickiego delegatem i dziekanem na teren okupacji brytyjskiej. W wojsku na terenie Wielkiej Brytanii w końcu 1942 służyło ponad 300 prawosławnych. Ich liczba wkrótce powiększyła się po nadejściu dalszych uzupełnień ze Środkowego Wschodu. Brak duszpasterstwa prawosławnego wywołał rozgoryczenie wśród wyznawców. Doszło do tego, że w prasie brytyjskiej pojawiły się artykuły o prześladowaniu żołnierzy prawosławnych przez Polaków. Dezaprobatę wyrazili przedstawiciele Kościoła anglikańskiego. Ministerstwo Spraw Zagranicznych zwracało uwagę na niepożądane aspekty polityczne zaistniałej sytuacji. Po dłuższych poszukiwaniach odpowiedniego kandydata, Ministerstwo Obrony Narodowej powołało na to stanowisko ks. Michała Bożerianowa, duszpasterza prawosławnego I Korpusu przebywającego na Wschodzie, który uszedł z Polski we wrześniu 1939. Jego przyjazd do Wielkiej Brytanii napotkał na przeszkody. Dlatego też na stanowisko tymczasowego kapelana powołano 20 lipca 1943 kapelana ks. Aleksego von der Mensbrugghe, obywatela brytyjskiego, po uprzednim porozumieniu z metropolitą Germanosem, przedstawicielem Patriarchatu Konstantynopolitańskiego na Europę. Miał on sprawować opiekę nad żołnierzami prawosławnymi do czasu objęcia tej funkcji przez kapelana Autokefalicznego Kościoła Prawosławnego w Polsce.
Od wybuchu II wojny światowej kapelani podzielili tragiczny los wszystkich Polaków. Żołnierze prawosławni, walcząc na wszystkich frontach II wojny światowej, złożyli daninę krwi.

## Sytuacja obecna
W 2004 Prawosławny Ordynariat Wojska Polskiego świętował swój okrągły jubileusz, gdyż 10 lat wcześniej prawosławne duszpasterstwo wojskowe, po długim czasie nieobecności, powróciło do struktur polskiej armii. Okres komunizmu w Polsce uniemożliwił kontynuowanie działalności prawosławnych kapelanów okresu międzywojennego, kiedy to wykształciły się formalne struktury prawosławnego duszpasterstwa oraz II wojny światowej, w czasie której prawosławni duchowni towarzyszyli swoim żołnierzom, rozrzuconym po wszystkich frontach świata, przetrzymywanym w obozach jenieckich, ginącym za swoją ojczyznę. Wielu z nich przelewało krew, a nawet oddało życie walcząc w obronie Polski. Byli to m.in. św. ks. płk Bazyli Martysz, zamordowany 4 maja 1945 w Teratynie, zamordowany w Katyniu ks. płk Szymon Fedorenko, czy abp gen. bryg. Sawa Sowietow, który przeszedł ze swymi żołnierzami cały szlak bojowy armii Andersa.
Wielokrotnie podejmowane próby wskrzeszenia działalności prawosławnego ordynariatu po II wojnie światowej nie odnosiły skutku, bowiem władze komunistyczne nie wyrażały na to zgody. Odrodzenie ordynariatu stało się możliwe dopiero dzięki przemianom demokratycznym, jakie dokonały się w Polsce po 1989 r. 30 grudnia 1993 minister obrony narodowej Piotr Kołodziejczyk powołał 1 stycznia 1994 Prawosławny Ordynariat Wojska Polskiego. Wydarzenie to poprzedzone było długą i żmudną pracą bardzo wielu osób, które pracowały nad Ustawą o stosunku Państwa Polskiego do Autokefalicznego Kościoła Prawosławnego, którym sen z powiek spędzały problemy w rozmowach pomiędzy stronami kościelną i wojskową, wreszcie samym zainteresowanym, którym zaproponowano stanowiska w nowo tworzonym Ordynariacie. Drogę do powołania do życia najmłodszej diecezji Kościoła prawosławnego w Polsce otworzyła Ustawa o stosunku Państwa do PAKP, którą Sejm RP uchwalił 4 lipca 1991. Znalazły się w niej zapisy, mówiące o duszpasterstwie wojskowym. 13 listopada 1991 minister obrony narodowej spotkał się ze zwierzchnikiem Kościoła prawosławnego w Polsce metropolitą Bazylim. Podczas tego spotkania omówiono warunki formowania Ordynariatu.
Następnym ważnym wydarzeniem prowadzącym do utworzenia Ordynariatu było obwieszczenie przez ministra obrony narodowej Statutu Prawosławnego Ordynariatu UP, którego treść została ustanowiona z końcem grudnia 1992, przez Święty Synod Biskupów PAKP. W lipcu 1993 Synod Biskupów przedstawił ministrowi obrony narodowej kandydaturę Jego Eminencji Sawy arcybiskupa białostocko-gdańskiego na stanowisko Ordynariusza Polowego, którego do pełnienia tejże funkcji minister powołał 1 maja 1994. Powołani zostali również pierwsi w powojennej Polsce prawosławni kapelani. Do każdej z diecezji przydzielony został jeden kapelan. Ksiądz prot. Michał Dudicz został kapelanem diecezji warszawsko-bielskiej, ks. Aleksander Szełomow diecezji białostocko-gdańskiej, ks. prot. Sergiusz Dziewiatowski diecezji łódzko-poznańskiej, ks. Eugeniusz Bójko diecezji wrocławsko-szczecińskiej, ks. prot. Bazyli Gałczyk diecezji przemysko-nowosądeckiej, a ks. prot. Aleksy Andrejuk diecezji lubelsko-chełmskiej.
W skład diecezji polowej abp Sawa przyjął także pierwszych psalmistów. Odprawieniem św. liturgii w katedrze św. Mikołaja w Białymstoku 12 czerwca 1994, rozpoczęła się uroczysta inauguracja działalności Prawosławnego Ordynariatu Wojska Polskiego. Od tego momentu prawosławne duszpasterstwo zaczęło prężnie działać obejmując swoją opieką żołnierzy zawodowych wraz z ich rodzinami, żołnierzy zasadniczej służby wojskowej (niezawodowych), uczniów i studentów szkół wojskowych, jak również cywilnych pracowników wojska. Duchową opiekę Ordynariat roztoczył również nad funkcjonariuszami Straży Granicznej i Straży Pożarnej. W szybkim tempie nastąpił rozwój struktur ordynariatu. W czerwcu 1994 utworzono Sekretariat Prawosławnego Ordynariatu. 1 kwietnia 1995 abp Sawa erygował parafie wojskowe w Warszawie (św. Mikołaja), w Białymstoku (Świętych Piotra i Pawła) i w Gdańsku (św. Jerzego Zwycięzcy). Zmianie uległy również dotychczasowe stanowiska kapelanów diecezjalnych, którzy od tego momentu zostali dziekanami okręgów wojskowych i rodzajów sił zbrojnych. I tak: ks. ppłk Michał Dudicz został dziekanem Warszawskiego Okręgu Wojskowego, ks. mjr Sergiusz Dziewiatowski dziekanem Pomorskiego Okręgu Wojskowego, ks. mjr Bazyli Gałczyk dziekanem Krakowskiego Okręgu Wojskowego, ks. kpt. Eugeniusz Bójko dziekanem Śląskiego Okręgu Wojskowego, ks. kmdr ppor. Aleksander Szełomow dziekanem Marynarki Wojennej, a ks. płk Aleksy Andrejuk dziekanem Wojsk Lotniczych i Obrony Powietrznej. Z upływem lat otwarto kolejne parafie wojskowe: Podwyższenia Krzyża Świętego we Wrocławiu (2 października 1996), św. Michała Archanioła w Ciechocinku (5 listopada 1996), Narodzenia Przenajświętszej Bogurodzicy w Przemyślu (12 marca 1997) i św. Marka w Białej Podlaskiej (1 stycznia 2000); powołano do służby nowych kapelanów, psalmistów oraz pracowników cywilnych.
Ważnym wydarzeniem w historii działalności Prawosławnego Ordynariatu Polowego, które nastąpiło 21 października 1998, było przejęcie obowiązków Prawosławnego Ordynariusza Wojskowego Wojska Polskiego przez Jego Ekscelencję Mirona biskupa hajnowskiego, który dwa miesiące wcześniej 15 sierpnia 1998 został przez prezydenta RP Aleksandra Kwaśniewskiego mianowany na stopień generała brygady. Zmiana na stanowisku ordynariusza wojskowego była związana z wyborem abp. Sawy na zwierzchnika Kościoła Prawosławnego w Polsce. Postawiono sobie za cel nie tylko dbanie o możliwość odbywania praktyk religijnych oraz poszerzanie wiedzy religijnej wśród żołnierzy, ale także wychowanie w miłości do ojczyzny i poszanowaniu życia, wpajanie zasad moralnych, propagowanie wartości chrześcijańskich, uczenie tolerancji dla innych wyznań i narodów, otwieranie na ekumenizm i współpracę z przedstawicielami innych religii. Ważnym zadaniem stało się także niesienie pomocy, wsparcia duchowego w konkretnych, indywidualnych przypadkach. Realizacja tego zadania jest niezwykle trudna ze względu na niewielką liczbę kapelanów w odniesieniu do powierzchni kraju i rozmieszczenia jednostek wojskowych.

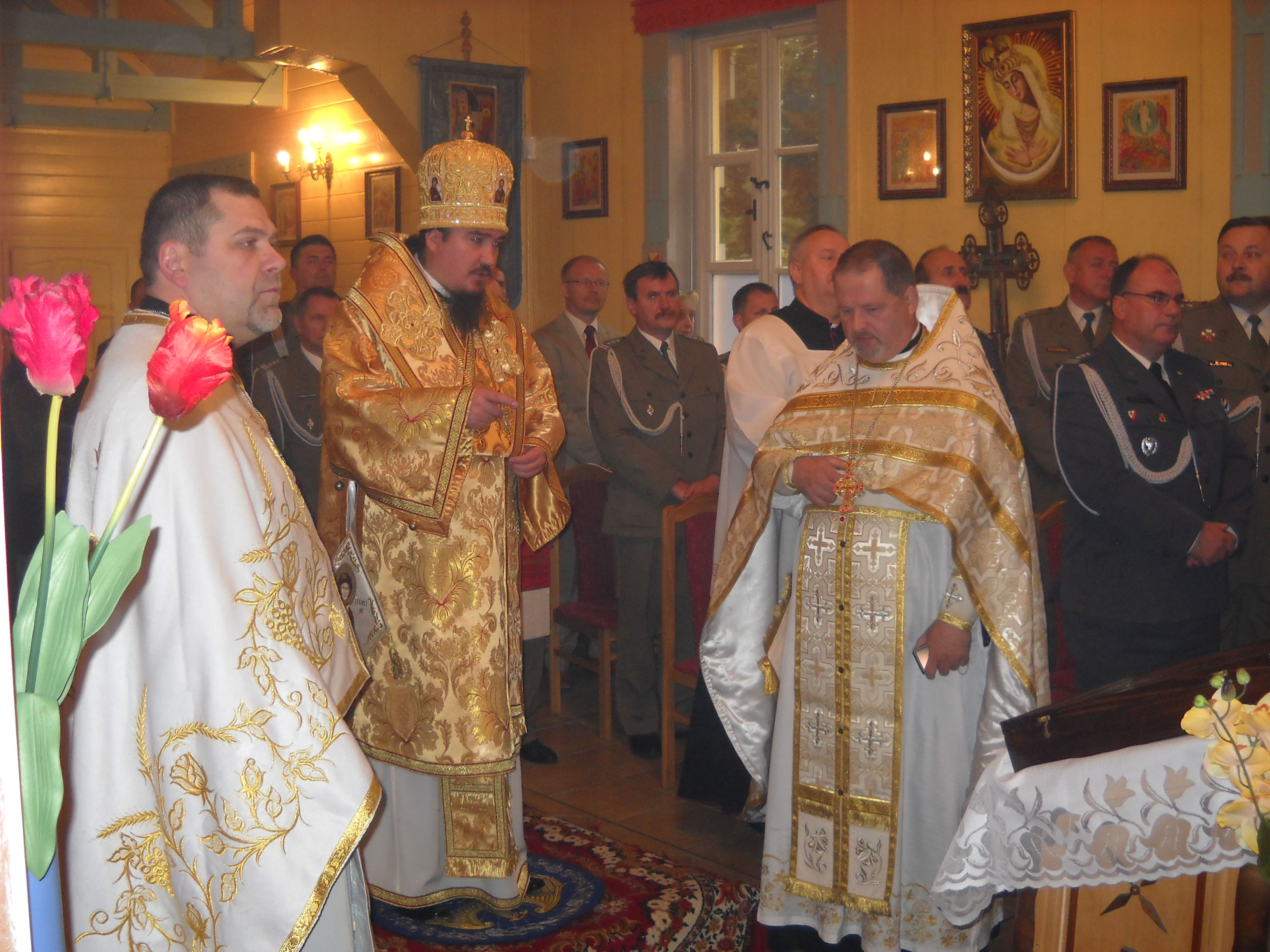
Święta Liturgia w intencji Inspektoratu Wsparcia Sił Zbrojnych w cerkwi św. Michała Archanioła w Ciechocinku. Służy Prawosławny Ordynariusz Wojska Polskiego biskup Jerzy (Pańkowski)

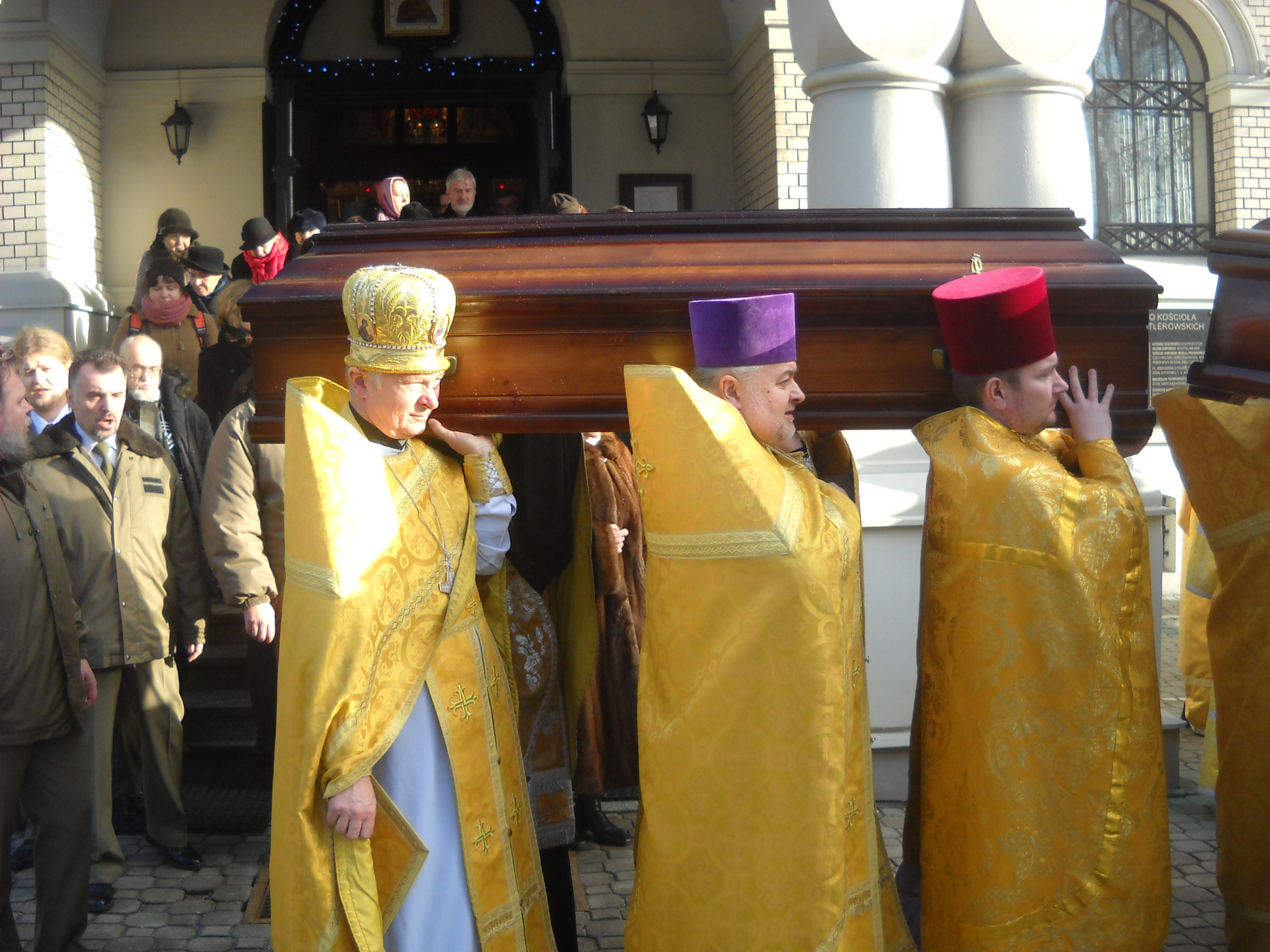
Prawosławni kapelani Wojska Polskiego w czasie powtórnego pogrzebu biskupów Sawy (Sowietowa) i Mateusza (Siemaszki)

W chwili obecnej w Prawosławnym Ordynariacie WP posługę kapłańską niesie dwudziestu pięciu kapelanów, z czego osiemnastu przydzielonych jest do struktur Ministerstwa Obrony Narodowej. Ordynariat, zgodnie z decyzją Soboru Biskupów, roztoczył opiekę duchową również nad funkcjonariuszami Straży Granicznej, do których przydzielono trzech kapelanów Prawosławnego Dziekanatu SG oraz strażakami Państwowej i Ochotniczej straży Pożarnej, którym posługę kapłańską niesie czterech kapelanów. W diecezji wojskowej zatrudnionych jest również trzynastu pracowników cywilnych. W siedmiu parafiach wojskowych Ordynariat sprawuje opiekę duszpasterską nad żołnierzami, oficerami, ich rodzinami oraz kombatantami. Sześć parafii posiada własne świątynie – św. Marka w Białej Podlaskiej, św. Dymitra w Białymstoku, św. Michała Archanioła w Ciechocinku, Narodzenia Bogurodzicy w Przemyślu, św. Jerzego Zwycięzcy w Warszawie i Świętych Cyryla i Metodego we Wrocławiu. Parafii św. Jerzego w Gdańsku świątynia została użyczona przez ordynariusza diecezji do celów duszpasterskich diecezji wojskowej. Po długoletnich oczekiwaniach siedziba ordynariatu została przeniesiona z wynajmowanych pomieszczeń w Prawosławnej Metropolii w Warszawie, do nowych pomieszczeń znajdujących się na terenie JW 2063 w Warszawie przy ul. Stefana Banacha 2, gdzie otwarto też kaplicę pw. św. Bazylego Martysza. Jubileusz dziesięciolecia, którego obchody odbyły się 23 maja 2004 był zatem okazją do otwarcia i wyświęcenia nowej siedziby Prawosławnego Ordynariatu WP.
10 kwietnia 2010 w katastrofie lotniczej zginął prawosławny ordynariusz Wojska Polskiego, generał brygady Miron (Chodakowski), udający się na uroczystości związane z 70. rocznicą zbrodni katyńskiej. Jego następcą został biskup siemiatycki (obecnie arcybiskup wrocławski i szczeciński) Jerzy (Pańkowski).
W 2015 prawosławną opieką duszpasterską objęto również Żandarmerię Wojskową, tworząc w Ordynariacie odpowiedni dekanat. Dziekanem Żandarmerii Wojskowej został ks. kpt. Łukasz Godun.
27 listopada 2017 r. w budynku Strzeżonego Ośrodka dla Cudzoziemców przy Podlaskim Oddziale Straży Granicznej w Białymstoku oddano do użytku i poświęcono kaplicę św. Andrzeja; jest to jedyna prawosławna świątynia w strukturach polskiej Straży Granicznej.
31 marca 2018 r. w Warszawie oddano do użytku nową cerkiew polową pw. św. Jerzego Zwycięzcy, przy ulicy Franciszka Hynka 2 (małego poświęcenia świątyni dokonał ordynariusz polowy, arcybiskup Jerzy). Jednocześnie zamknięto kaplicę św. Bazylego Martysza w dotychczasowej siedzibie Ordynariatu. Nową siedzibę oddano do użytku 30 kwietnia 2018. 23 czerwca 2019 r. arcybiskup Jerzy dokonał wielkiego poświęcenia warszawskiej cerkwi polowej, która odtąd stała się katedrą POWP.
W październiku 2018 r. zlikwidowano parafię Podwyższenia Krzyża Pańskiego we Wrocławiu; jej funkcje przejęła parafia Świętych Cyryla i Metodego, przekształcona w placówkę cywilno-wojskową.
8 listopada 2020 r. oddano do użytku nową cerkiew parafialną w Białymstoku, zlokalizowaną przy ulicy Warszawskiej 16.
10 czerwca 2021 r. w siedzibie Ordynariatu otworzono Salę Tradycji, w której eksponowane są fotografie i przedmioty związane z historią prawosławnego duszpasterstwa w Wojsku Polskim, w tym rekwizyty i utensylia kapelanów z czasów II wojny światowej.

## Parafie
1. św. Marka Ewangelisty, wojskowo-cywilna (Biała Podlaska) – parafia posiada własną cerkiew
2. św. Dymitra (Białystok) – parafia posiada własną cerkiew
3. św. Michała Archanioła (Ciechocinek) – parafia posiada własną cerkiew
4. św. Jerzego Zwycięzcy (Gdańsk) – nabożeństwa odbywają się w cerkwi św. Mikołaja
5. Narodzenia Przenajświętszej Bogurodzicy (Przemyśl) – parafia posiada własną cerkiew
6. św. Jerzego Zwycięzcy (Warszawa) – parafia posiada własną cerkiew
7. Świętych Cyryla i Metodego, cywilno-wojskowa (Wrocław) – parafia posiada własną cerkiew